# إيدوارد كبودو
إيدوارد كبودو (بالإنجليزية: Edward Kpodo) (14 يناير 1990 بتيما في غانا - ) هو لاعب كرة قدم غاني في مركز الدفاع. لعب مع شينيك ياروسلافل ونادي أوليسيس ونادي بيريكوم تشيلسي ونادي شيراك ونادي خيمكي ونادي جاندجاسر كابان.

## روابط خارجية
- إيدوارد كبودو على موقع قاعدة بيانات كرة القدم.إي يو (الإنجليزية)
- إيدوارد كبودو على موقع Soccerway.com (الإنجليزية)